# Reacción de Ullmann
La reacción de Ullmann o acoplamiento de Ullmann es una reacción de acoplamiento entre dos halogenuros de arilo utilizando de cobre (I). Esta reacción debe su nombre a Fritz Ullmann.

Reacción de Ullmann.

Un ejemplo clásico de esta reacción es el acoplamiento de dos orto-cloronitrobencenos para formar el 2,2'-dinitrobifénilo en presencia de una aleación de bronce.

Ullmann reaction, nota the unusual reaction medium, which, at these temperatures (!), is ordinary sand.

## Mecanismo
El mecanismo de la reacción de Ullmann ha sido ampliamente estudiado. La resonancia paramagnética electrónica excluye la existencia de un intermediario radicalario. La secuencia de adición oxidante-eliminación reductora observada en la catálisis del paladio es poco probable porque el cobre (III)  es observado raramente. Parecería que el sistema pasa por la formación de un organocuprato que reacciona con el otro arile para realizar una sustitución nucleofílica aromática. Hay mecanismos alternativos, como una metástasis de conexión σ. 

## Optimización de la reacción
La versión clásica de la reacción de Ullmann utiliza condiciones de reacciones severas y está limitado a las halogenuros de arilos pobres en electrones. Por lo tanto, esta reacción está limitada para fenoles y anilinas. La reacción es conocida por sus rendimientos irregulares. Desde su descubrimiento, se han propuesto numerosas mejoras y técnicas alternativas.
Diversas variantes recientes de la reacción de Ullmann utilizando el paladio y el níquel han ampliado la diversidad de propuestas de sustratos de la reacción y sus condiciones. No obstante, los rendimientos son generalmente medianos. En síntesis orgánica, esta reacción es a menudo reemplazada por reacciones de acoplamiento con palladium como la reacción de Heck, el acoplamiento de Hiyama o el acoplamiento de Sonogashira.
En 2005, se ha demostrado que una reacción de Ullmann catalizada por la (L)-proline podía llevarse a cabo utilizando un líquido iónico como disolvente.